# Johann Friedrich Grenser
Pour les articles homonymes, voir Grenser.
Johann Heinrich Friedrich Grenser (aussi connu sous Johan Fredrik Grenser) (né en 1758 à Dresde; décédé en 17 mars 1794 à Stockholm) est un oboïste et flûtiste germano-suédois et compositeur. Johann Friedrich Grenser appartient à la famille Grenser constituée de musiciens et de facteurs d'instrument et a probablement été éduqué dans sa ville natale avant de venir à Stockholm à l'âge de 16 ans. Il a été hautboïste dans le Kungliga Hovkapellet (orchestre de la Cour royale) de 1774 à 1783, puis flûtiste jusqu'à sa mort.

## Biographie
Johann Friedrich Grenser est né en 1758.
Johann Friedrich était compositeur, arrangeur, chef d'orchestre de cour (hautboïste, puis flûtiste) et soliste. Les nombreuses compositions de Grenser ont été écrites principalement dans les années 1780 et 1790 et étaient destinées à divers mécènes, notamment ses collègues du Kungliga Hovkapellet. En tant que musicien et compositeur, il a été très productif et très apprécié.
Il a probablement reçu sa formation, notamment de compositeur, dans sa ville natale de Dresde. Issu de la famille Grenser, il est le neveu (ou le fils selon certaines sources) du facteur reconnu d'instruments à vent en bois et flûtiste Karl Augustin I Grenser. À partir de 1774, on trouve Grenser, âgé de 16 ans, à l'Opéra royal de Stockholm (dont la première représentation est donnée le 18 janvier 1773), mais il est transféré à la cour en 1778 lors de sa réorganisation. De 1774 à 1783, il est hautboïste au Kungliga Hovkapellet, puis flûtiste jusqu'à sa mort.
Heinrich Grenser s'est apparemment rapidement intégré à Stockholm et s'est rapproché du cercle de musique Utile Dulci. Six trios op. 1, publiés trois ans après son arrivée à Stockholm, sont dédicacés à « Monsieur Eriques Noer, Amateur de Musique à Stockholm », qui jouait de la flûte dans cette société. Grenser lui-même s'est produit comme hautboïste dans des concerts de musique de chambre en 1775 et 1776 et comme soliste dans un concerto pour hautbois en 1779. Grâce à son poste dans l'orchestre de la Cour, Grenser a commencé à s'intéresser au ballet. Il a également collaboré avec le théâtre de Stenborg. Le jeu d'œuvres de musique d'harmonie a probablement été créé pour le propre ensemble de musique d'harmonie de Gustave III, qui n'a été appelé qu'en 1785 de Dresde.
Johann Friedrich Grenser était protestant, marié le 7 mars 1784 à Maria Greta E(c)keroth, veuve de Lars Hedin.
Il apparaît que Johann Friedrich Grenser a probablement contribué à importer de nombreux bassons de Grenser en Suède, notamment grâce à ses relations avec le bassoniste virtuose Frans Preumayr. Le grand nombre de ces instruments marqués Grenser trouvés en Suède permet de conclure qu'une forte tradition et un goût prononcé pour le style d'instruments de la famille des bois fabriqué à Dresde y ont probablement existé pendant plusieurs générations.

## Œuvres (sélection)

### Symphonies
- Sinfonia en ré majeur
- Sinfonia en la majeur
- Sinfonia en si bémol majeur
- Sinfonia alla posta, en mi bémol majeur (1779)
  - Cette Sinfonia alla posta est une des rares œuvres qui fait usage du cor de postillon ; Grenser a composé cette symphonie en 1779, et ce cor intervient dans les trois mouvements : allegro, alla polacca et allegro. Malgré les capacités limitées de l'instrument, Grenser a réussi une orchestration large et colorée.

### Concertos
- Concerto en do majeur pour hautbois (30/3 1783)
- Concerto en si majeur pour clarinette solo (9/12 1792)

### Œuvres pour voix et orchestre
- Ah se t'adoro pour voix et orchestre à cordes
- Avec ton chant, tu as déjà trouvé la victoire dans ma tendre âme pour soprano et orchestre

### Musique scénique
- Interludes de ballet Acte 3 no 5 dans Gustaf Adolf och Ebba Brahe, opéra à Stockholm de Georg Joseph Vogler (12/10 1783)
- Ouverture de Chance Makes the Thief. Comédie lyrique en deux actes (1785)
- "The Sleeping Party". Ballet
- Millet, Les meuniers provençeaux, ballet/pantomime en un acte de M. Bournonville (14/3 1785). Version à Copenhague : le ballet Landsbye Mölleren créé par le maitre de ballet M. Bournonville en 1803, pantomime composée pour M. Marcadet (1790 ?).
  - « Le ballet Landsby Mölleren i Provence (Les meuniers provenceaux) est le fruit de la collaboration entre le compositeur Johann Friedrich Grenser et le danseur-chorégraphe Antoine Bournonville. Produite pour la première fois à Stockholm à l'Opéra royal en 1788, sur la base d'une mise en scène originale du chorégraphe Etienne Lauchery et peut-être d'un opéra-comique français, elle a inauguré une série d'œuvres nouvelles et progressistes qui ont rehaussé le profil international de l'Opéra gustavien de Stockholm en tant que milieu innovant. Cette œuvre a ensuite été jouée à Copenhague, où son succès et son maintien au répertoire ont constitué une partie des bases sur lesquelles s'est fondé le ballet romantique créé par Auguste Bournonville. L'œuvre met en scène la vie et les amours de meuniers de province, à l'aide d'une partition colorée et rythmiquement active. Elle peut être considérée comme un signe avant-coureur des ballets d'action intégrés qui ont dominé la mise en scène de la danse au XIXe siècle[3]. »

### Musique d'harmonie (Harmoniemusik)
- Six partitions pour cinq instrumentistes à vent
- Partita en do majeur pour 2 hautbois, 2 clarinettes, 2 cors et 2 bassons
- Quatre autres notes

### Musique de chambre
- Six trios op. 1, quatre à deux flûtes & basse, deux à flûte, violon & basse (1777)
- Trio en sol majeur pour flûte, violon et piano
- Six duos pour deux clarinettes
- Bond Pålska pour cithare de Slädpartiet (3 décembre 1794)
- Ballets pour luth de la comédie Natalia Narrischin (février 1790)

### Musique pour piano
- 5 marches
- Polonaise en sol majeur (1798)
- Thème de Åhlström varié par Grenser (1798)

## Discographie sélective
- The Gustavian Symphony : Johann Friedrich Grenser, Sinfonia alla Posta, en mi bémol majeur , avec l'orchestre de l'Opéra royal de Suède et Philip Brunelle (en), (label Virgin Classics / 5 45186 2, 1996).